# Kungsholms hamnplan

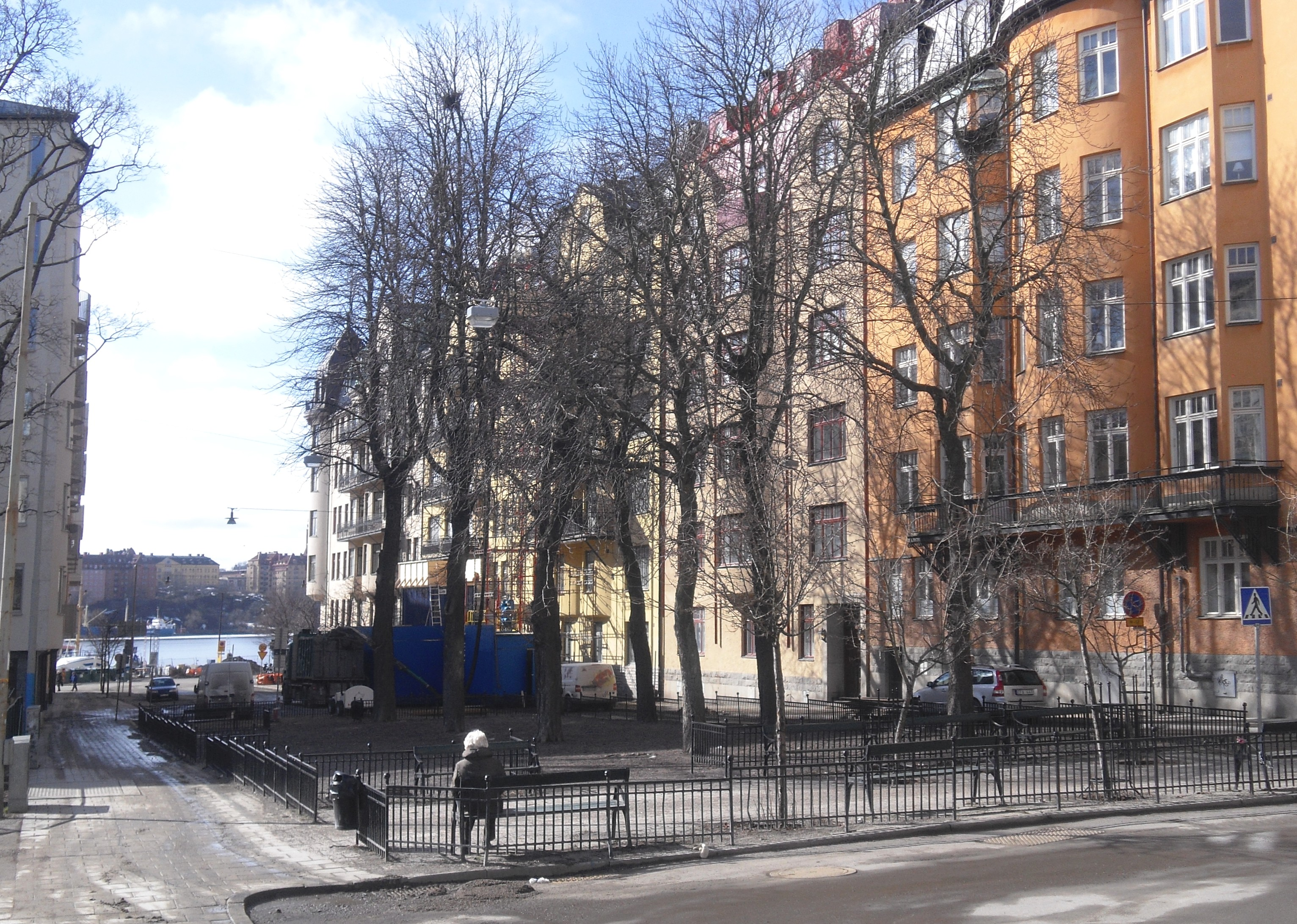
Kungsholms hamnplan, vy från norr mot Norr Mälarstrand och Riddarfjärden, 2010

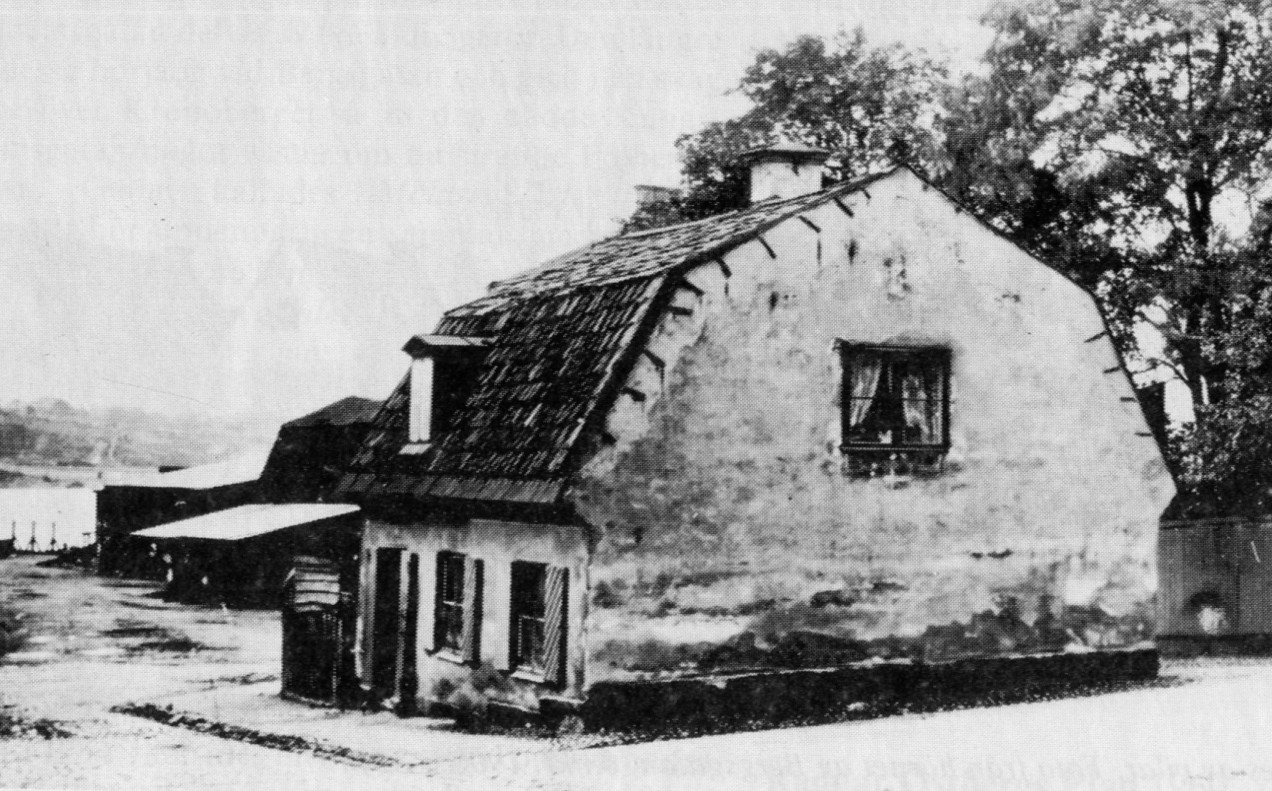
Parmmätarhuset 1909.

Kungsholms hamnplan är en öppen plats på Kungsholmen i centrala Stockholm. Den ligger i Parmmätargatans förlängning mellan Garvargatan och Norr Mälarstrand. Platsen var sedan 1600-talet ett hamnområde, som förlorade den direkta sjökontakten med Riddarfjärden i Mälaren när gatan Norr Mälarstrand drogs fram i början av 1900-talet.
Platsen omnämns år 1647 som Lastadiebron, och 1733 som Mellan Lastagen. Senare namn har varit Parmmätarhamnen (1740), Parmmätartorget (1767) och Parmmätarebron (1820). År 1858 benämns platsen som Kungsholmshamnen.
Den viktigaste varan som lossades i hamnen var hö. Här hade parmmätaren sitt hus och sin verksamhet.